# Terméros
Dans la mythologie grecque, Terméros (en grec ancien Τέρμερος) est un brigand. Il fracassait le crâne de ses victimes avec le sien. Héraclès lui fit subir la même mort. 
Dans la Vie de Thésée de Plutarque (Vies parallèles), est énoncée la manière dont Thésée affrontait les bandits qu'il croisait sur la route d'Athènes : il imitait la méthode d'Héraclès, celle de se défendre contre ses aggresseurs "en retournant contre eux leurs propres procédés". C'est ainsi que Héraclès avait "immolé Busiris", "fait plier Anthée à la lutte", "vaincu Cycnos en combat singulier", et "tué Terméros en lui brisant le crâne" (d'où l'origine, selon Plutarque, de l'expression "mal termérien"). De même, inspiré par ce héros dont il était admiratif, Thésée faisait subir aux criminels le sort que ceux-ci infligeaient aux innocents.

## Sources
- Plutarque, Vies parallèles [détail des éditions] [lire en ligne] Thésée (XI).